# 杨光 (演员)
杨光（1982年8月20日—），中国女演员，本名王惠，艺名为阳光。

## 生平
出生于吉林省辽源市，毕业于中央戏剧学院专科，曾出演过多部影视剧，以《少年王》中的白素较为知名。

## 家庭
前夫为演员聂远。

## 电视剧
- 2001年　
  - 《情不自禁》饰　女警察
  - 《王中王》饰　小八哥
- 2002年
  - 《少年王》又名《冒险王卫斯理》饰　白素
- 2003年
  - 《水月洞天》與《灵镜传奇》饰　赵云
- 2004年
  - 《幻影神针》饰　德妃、蓉妃
  - 《少年宝亲王》饰　如花
  - 《我的武林男友》饰　徐蓉蓉
- 2005年
  - 《李卫辞官》饰　佟皇后
  - 《把酒问青天》饰　杜芙
- 2006年
  - 《神鬼八阵图》饰　桃花
  - 《褡裢王爷》又名《至尊计上计》饰　媚娘
  - 《封神榜之凤鸣岐山》饰　杨贵妃
  - 《戊子风雪同仁堂》饰　乐小珊
- 2008年
  - 《大国医》饰　一川妻
- 2010年
  - 《新西游记》饰　嫦娥